# Ofensiva de Leningrado-Nóvgorod
La ofensiva de Leningrado-Nóvgorod, conocida en la historiografía soviética como operación ofensiva estratégica de Leningrado-Nóvgorod (en ruso: Ленинградско-Новгородская стратегическая наступательная операция) fue una serie de ofensivas de las tropas soviéticas de los frentes de Leningrado, Vóljov y parte del Segundo Frente Báltico, realizada en cooperación con la Flota del Báltico y la aviación de largo alcance, con el objetivo de derrotar al Grupo de Ejércitos Norte alemán, levantar por completo el Sitio de Leningrado y finalmente, liberar por completo el óblast de Leningrado. 
El 26 de enero de 1944, Iósif Stalin declaró que el Sitio de Leningrado había sido levantado y que las fuerzas alemanas fueron expulsadas del óblast de Leningrado. El levantamiento del bloqueo de 900 días se celebró en Leningrado ese día con veinte salvas de 324 cañones.
La ofensiva terminó un mes después, el 1 de marzo, cuando la Stavka ordenó a las tropas del Frente de Leningrado realizar una operación de seguimiento a través del río Narva, mientras que el Segundo Frente Báltico debía defender el territorio ganado en persecución del XVI Cuerpo de Ejército alemán.
Como resultado de la operación, las tropas soviéticas infligieron una dura derrota a los ejércitos 16.º y 18.º alemanes, hicieron retroceder al Grupo de Ejércitos Norte a 220-280 kilómetros de Leningrado y 180 kilómetros al sur del lago Ilmen, liberaron casi por completo el óblast de Leningrado, la parte occidental del óblast de Kalinin y entraron en territorio de Estonia.

## Orden de Batalla

### Ejército Rojo
Frente de Leningrado, comandante: general del ejército Leonid Góvorov, jefe de Estado Mayor, teniente general Dimitri Gúsev:
- 2.° Ejército de Choque, comandante: teniente general Iván Fediúninski
- 42.° Ejército, comandante: coronel general Iván Máslennikov, del 14 al 24 de marzo teniente general Vladímir Románovski,[9] desde finales de marzo, teniente general Vladímir Svirídov.[10]
- 67.° Ejército, comandante: teniente general Vladímir Svirídov, desde finales de marzo, teniente general Vladímir Románovski.[9]
- 13.º Ejército Aéreo, comandante: teniente general de aviación Stepán Ribálchenko.[11]

Frente del Vóljov (desde el 15 de febrero de 1944 - disuelto), comandante: general del ejército Kiril Meretskov, jefe de Estado Mayor, teniente general Fiódor Ózerov.
- 54.° Ejército, comandante: teniente general Serguéi Roginski.[13]
- 8.° Ejército, comandante: teniente general Filipp Stárikov.
- 59.º Ejército, comandante: teniente general Iván Koróvnikov.[14]
- 14.° Ejército Aéreo (desde finales de febrero, en la reserva del Cuartel General del Mando Supremo), comandante: teniente general de aviación Iván Zhuravliov.[15]

Segundo Frente Báltico, comandante: general de ejército Markián Popov, jefe de Estado Mayor, teniente general Leonid Sandálov.
- 1.er Ejército de Choque (del 2 al 15 de febrero de 1944, parte del Frente del Vóljov), comandante: teniente general Gennadi Korotkov,[17] desde el 1 de abril, comandante coronel general Nikandr Chíbisov.
- 3.er Ejército de Choque, comandante: coronel general Nikandr Chíbisov, del 1 de abril comandante teniente general Vasili Yushkévich.[18]
- 22.º Ejército, comandante: teniente general Vasili Yushkévich,[18] desde el 1 de abril comandante Gennadi Korotkov.[17]
- 6.º Ejército de Guardias (en el frente - hasta el 6 de febrero), comandante: coronel general Iván Chistiakov.
- 10.º Ejército de Guardias, comandante: teniente general Aleksandr Sujomlín,[19] desde el 21 de enero, teniente general Mijaíl Kazakov.[20]
- 15.° Ejército Aéreo, comandante: teniente general de aviación Nikolái Naúmenko.[21]

Flota del Báltico, comandante: Almirante Vladímir Tributs. 
Aviación de largo alcance, comandante: mariscal de aviación Aleksandr Golovánov.

### Wehrmacht
Grupo de Ejércitos Norte, comandante: mariscal de campo Georg von Küchler, coronel general Walter Model desde el 1 de febrero, general de caballería Georg Lindemann desde finales de marzo.
- 18.º Ejército, comandante: general de caballería Georg Lindemann, desde finales de marzo, general de artillería Herbert Loch: III Cuerpo Panzer SS, 26.º, 28.º, 38.º, 50.º, 54.º Cuerpos de Ejército.
- 16.º Ejército, comandante: coronel general de artillería Christian Hansen: 1.º, 2.º, 8.º, 10.º, 43.º Cuerpos de Ejército y VI Cuerpo de Ejército de las SS.
- 1.ª Flota Aérea, comandante: general Kurt Pflugbeil.

## Operaciones de las tropas soviéticas durante la ofensiva Leningrado-Nóvgorod
Como parte del plan estratégico soviético se llevaron a cabo las siguientes operaciones:
Operaciones del Frente de Leningrado;
- Ofensiva de Krasnoye Selo-Ropsha  (14 al 30 de enero de 1944);
- Ofensiva de Kingiseppsko-Gdóvskaya (1 de febrero - 1 de marzo de 1944)

Operaciones del Frente del Vóljov;
- Ofensiva de Nóvgorod-Luga (14 de enero - 15 de febrero de 1944)

Operaciones del Segundo Frente Báltico
- Ofensiva de Stáraya Rusa-Novorzhevsk (18 de febrero - 1 de marzo de 1944).

En la historiografía alemana, la lucha del Grupo de Ejércitos Norte del 2 de febrero al 10 de agosto de 1944 se conoce como «la batalla por la cabeza de puente de Narva» (en alemán: Schlacht um den Brückenkopf von Narva).

## Antecedentes
En 1943, como resultado de la Operación Chispa, las tropas soviéticas, consiguieron romper parcialmente el bloqueo de Leningrado, abriendo un estrecho corredor entre el lago Ládoga y las alturas de Siniávino, pero no lograron liberar completamente a Leningrado del asedio enemigo.

Frente Oriental desde agosto de 1943 hasta diciembre de 1944.
Territorio recuperado en la Ofensiva de Leningrado-Nóvgorod (norte)

En el otoño de 1943, después de la victoria en la Batalla de Kursk, el Cuartel General del Mando Supremo comenzaron a diseñar otro plan para retomar las afueras de Leningrado de los alemanes, después de que el éxito parcial de la Operación Iskra en enero de ese año y de la Ofensiva de Siniávino a finales de 1943 el Cuartel General del Mando Supremo delineó una serie de importantes operaciones ofensivas estratégicas con el objetivo de liberar completamente los alrededores de Leningrado. En particular, se planeó emprender una ofensiva a gran escala en dirección Noroeste. Los objetivos de esta operación, en la que se suponía que iba a involucrar a las tropas de los frentes de Leningrado, Voljov, Noroeste, Kalinin y Occidental, eran la derrota del Grupo de Ejércitos Norte alemán y la liberación de los Países Bálticos. La ofensiva de los frentes de Leningrado y Vóljov, que se enfrentaban a la tarea de liberar completamente a Leningrado del bloqueo alemán, iba a formar parte de este plan estratégico más amplio.
Al darse cuenta de que la situación general en el Frente Oriental no estaba a favor de las tropas alemanas, y sería extremadamente difícil repeler la próxima ofensiva de las tropas soviéticas, el mando del Grupo de Ejércitos Norte, en el otoño de 1943, comenzó a desarrollar un plan de retirada a nuevas posiciones defensivas. En la orilla del río Narva - Lago Peipus - Pskov - Óstrov - Ídritsa, se construyó una poderosa línea de defensa, que se llamó «Línea Panther». El mando del Grupo de Ejércitos Norte planeaba llevar a cabo una retirada de Leningrado en varias etapas desde mediados de enero hasta la primavera de 1944. Para ello, se prepararon una serie de líneas de defensa intermedias en la retaguardia de las líneas de defensa del 18.º Ejército.
Sin embargo, la continuación del bloqueo era de gran importancia para Alemania, ya que todavía permitió detener fuerzas significativas de las tropas soviéticas y la Flota del Báltico, cubrir firmemente los accesos a los Estados Bálticos y sus bases navales, preservar la libertad de acción de la flota alemana en el Mar Báltico y asegurar las comunicaciones marítimas con Suecia y Finlandia.
Por esta razón, a fines de 1943, se ordenó al Grupo de Ejércitos Norte que continuara el Sitio de Leningrado. Además, Hitler creía que las tropas soviéticas no tenían fuerzas suficientes para una operación a gran escala en las inmediaciones de Leningrado, y el comandante del 18° Ejército el General Georg Lindemann le aseguró que sus tropas serían capaces de repeler una nueva ofensiva soviética. El 21 de diciembre, el comandante del Grupo de Ejércitos Norte Georg von Küchler, ordenó que se evacuara todos los civiles que hubiera entre la posición actual de sus Ejércitos y la Línea Panther. Les obligaron a desplazarse a marchas forzadas a centenares de kilómetros hacia la retaguardia.
El 30 de noviembre, Küchler insistió: «La población de la zona rusa ocupada al este de la Línea Panther debe ser evacuada con la mayor rapidez posible. Hay que alistar a todos los hombres que se encuentren en condiciones. No deben tenerse miramientos con la preservación de la unidad de las familias. No se proporcionará transporte tirado por caballos ni alimentos. Es obligación de todos los jefes y oficiales ejecutar correctamente estas órdenes, y todo fallo en este sentido será tratado como un delito de gravedad excepcional.» Muchos de los civiles, obligados a abandonar sus hogares sin medios de transporte ni alimentos o ropa de abrigo, murieron.

## Planes ofensivos de las tropas soviéticas en dirección noroeste

### Plan de la ofensiva cerca de Leningrado

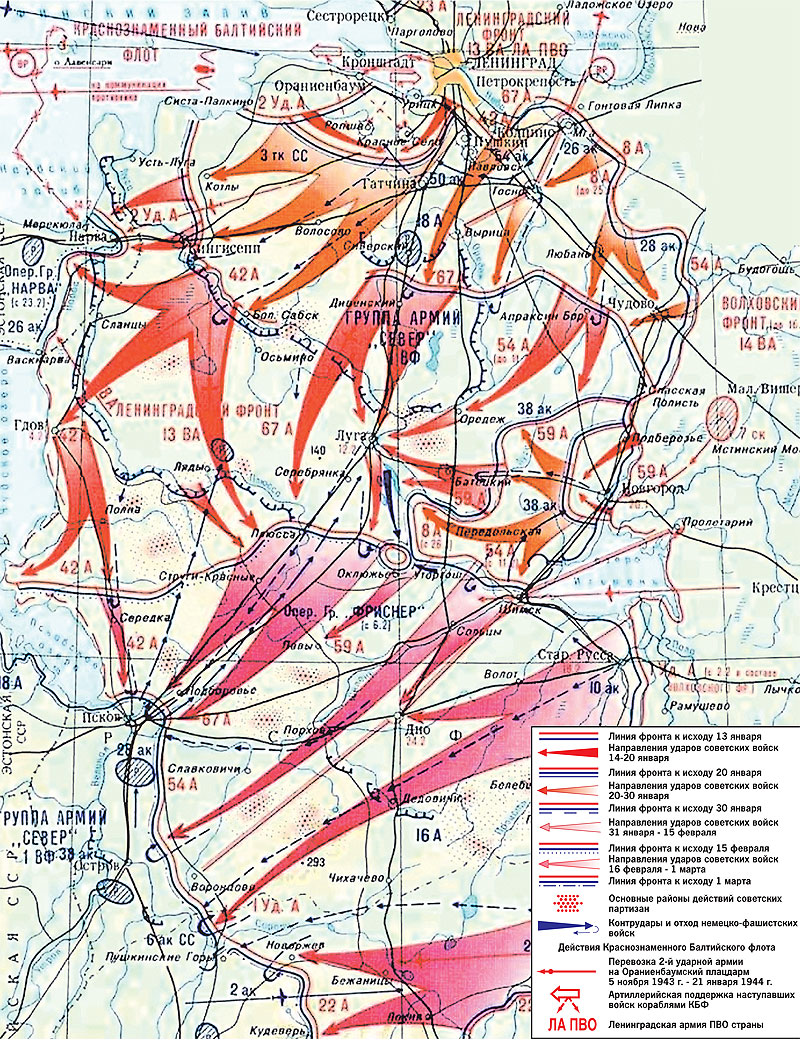
Curso general de la ofensiva estratégica Leningrado-Nóvgorod.

A principios de septiembre, los Consejos Militares de los Frentes de Leningrado y Vóljov comenzaron a desarrollar planes para una ofensiva conjunta a gran escala, que se presentaron en reuniones en el Cuartel General del Mando Supremo los días 9 y 14 de septiembre. Estaba previsto realizar dos operaciones con el objetivo de derrotar a las agrupaciones de flanco del 18.º Ejército alemán, cercar a las principales fuerzas enemigas e impedir que se retiraran a nuevas líneas defensivas.
Según las propuestas del Consejo Militar del Frente de Leningrado, el golpe principal iba a ser asestado por el 42.° Ejército desde el área de Púlkovo y la fuerza de tarea de Primorsk desde la cabeza de puente de Oranienbaum en dirección general a Krásnoie Seló, donde se suponía que debía conectarse y formar un frente común. Más tarde, el 67.º Ejército pasaría a la ofensiva, en dirección a Krasnogvardeisk, para después continuar la ofensiva en las direcciones de Luga y Kingisepp.
El consejo militar del Frente del Vóljov planeó asestar el golpe principal desde la región de Nóvgorod en dirección a Luga, donde estaba previsto unirse a las tropas del Frente de Leningrado y rodear así a las fuerzas principales del 18.º Ejército. En el futuro, se planeó desarrollar una ofensiva contra Pskov y Óstrov.
Teniendo en cuenta que, según información de inteligencia en el otoño de 1943, las tropas alemanas del 18.º Ejército se preparaban para retirarse a nuevas líneas defensivas, se ordenó a los frentes de Leningrado, Vóljov y Noroeste que estuvieran preparados, si era necesario, para pasar inmediatamente a la ofensiva con el fin de perseguir al enemigo y evitar su reorganización. Posteriormente, el comando soviético, desarrolló dos versiones del plan ofensivo. Según la primera versión, bajo el nombre en clave "Nevá-1", las tropas soviéticas cerca de Leningrado tenían que sondear constantemente las defensas enemigas, realizar reconocimientos activos e inmediatamente comenzar a perseguir al enemigo en caso de que este comenzara a retirarse. La segunda versión del plan, denominada "Nevá-2", se ejecutaría si los alemanes no se retiraban de Leningrado en los próximos meses y consistiría en avanzar por tres frentes, Oranienbaum que había sido capturado el año pasado, las colinas de Púlkovo y las fortificaciones cercanas a Nóvgorod. La ofensiva se planteó para iniciarse en invierno, cuando tendrían suficientes tropas y artillería y esta podría moverse con facilidad a través del hielo.

### El plan de cerco del Grupo de Ejércitos Norte
Los preparativos para la ofensiva de las tropas de los frentes de Leningrado y Vóljov comenzaron a principios de septiembre de 1943. Al mismo tiempo, el Cuartel General del Mando Supremo y el Estado Mayor estaban preparando un plan para una operación a mayor escala con un ataque principal en los accesos sur y sureste del Báltico con el objetivo de rodear a todo el Grupo de Ejércitos Norte. La implementación de este plan facilitaría enormemente la tarea de las tropas soviéticas en las batallas para romper definitivamente el sitio de Leningrado.

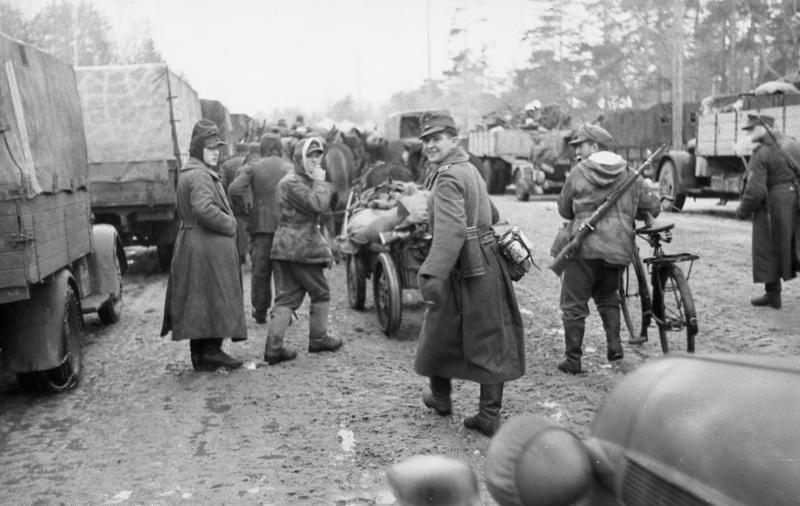
Soldados alemanes en el área de Leningrado, 22 de diciembre de 1943

Considerando la posibilidad de la retirada del 18.º Ejército alemán a la línea Panther, en octubre de 1943 se decidió realizar una operación entre los Grupos de Ejércitos Alemanes Norte y Centro para aislar a las tropas alemanas en dirección Noroeste del resto de las fuerzas alemanas en tierra y del territorio de Prusia Oriental. El recientemente formado Frente Báltico (el 20 de octubre de 1943, fue renombrado como Primer Frente Báltico) se encargaría de avanzar en la dirección de Ídritsa, y las tropas del Frente de Kalinin (el 20 de octubre de 1943, fue renombrado como Segundo  Frente Báltico) en dirección a Vítebsk. 
Al mismo tiempo, se dieron órdenes de prepararse para una ofensiva de las tropas del Frente Noroccidental en la dirección de Dno - Pskov, y el Frente del Vóljov debía atacar Nóvgorod y luego Luga. En última instancia, se suponía, mediante los esfuerzos conjuntos de varios frentes, se podría destruir completamente el Grupo de Ejércitos Norte, para liberar la región de Leningrado, Estonia y Letonia.
Sin embargo, la ofensiva de Kalinin (operación de Nevelsk) y los frentes bálticos lograron solo éxitos locales y no consiguieron avances significativos. El 20 de octubre de 1943, los frentes Kalinin y Báltico pasaron a denominarse 1.º y 2.º frentes bálticos (el Frente del Noroeste se disolvió), hasta finales de 1943 luchaban en las direcciones de Vítebsk e Ídritsa. El mando soviético esperaba que después de reagruparse y de un refuerzo significativo, las tropas de los dos frentes aún pudieran capturar Gorodok y Vítebsk, y luego avanzar hacia Pólatsk, Dvinsk y Riga. A pesar de algunos éxitos (la operación Gorodok), el plan del Cuartel General del Mando Supremo y el Estado Mayor no tuvo éxito. Las tropas soviéticas nunca pudieron derrotar al enemigo en esta dirección y crear una posición operativa ventajosa para acciones ofensivas posteriores.

### El plan final de la ofensiva Leningrado-Nóvgorod
A fines de 1943, cuando finalmente quedó claro que el plan a gran escala de cerco del Grupo de Ejércitos Norte no funcionó, el comando soviético decidió asestar el golpe principal en la dirección noroeste cerca de Leningrado, especialmente porque el plan para la ofensiva de los frentes de Leningrado y Vóljov se había desarrollado durante mucho tiempo. y las tropas se prepararon sistemáticamente para su implementación. El mando soviético esperaba que la eliminación del bloqueo de Leningrado cambiara finalmente la situación en la dirección del Báltico a favor de las tropas soviéticas.
El Cuartel General del Mando Supremo decidió utilizar el Segundo Frente Báltico junto con los frentes de Leningrado y Vóljov en la próxima operación. Las tropas de este frente tenían la tarea de aplastar al enemigo en el área de Nevel, y luego, desarrollando una ofensiva en dirección a Ídritsa y al norte de Novosokólniki, cortaron las principales comunicaciones del enemigo, inmovilizaron a las fuerzas principales del 16.º Ejército y evitaron que fueran trasladadas para reforzar al 18.º Ejército. Posteriormente, se planeó lanzar una ofensiva en dirección a Opochka y Sebezh. En el caso de una ofensiva exitosa en la dirección de Ídritsa contra el 16.º Ejército alemán, surgió sin embargo la oportunidad de rodear a todo el Grupo de Ejércitos Norte y poner fin a la operación con la liberación de Letonia y Estonia.
Por lo tanto, de acuerdo con el plan final del alto mando soviético, las tropas de los frentes del Vóljov y Leningrado en la primera etapa de la operación debían aplastar al 18.º Ejército alemán. Al mismo tiempo, el 2.º Frente Báltico debía atacar las fuerzas del 16.º Ejército y las reservas operativas del Grupo de Ejércitos Norte. Posteriormente, las tropas de los tres frentes, avanzarían en dirección a Narva, Pskov e Ídritsa, con el objetivo final de destruir el 16.º Ejército alemán, completar la liberación de la región de Leningrado y crear las condiciones para una nueva ofensiva en el Báltico.

## Fuerzas en combate

### Ejército Rojo
A principios de 1944, las tropas alemanas, sin iniciar una retirada hacia la línea Panther, continuaron manteniendo firmemente la defensa cerca de Leningrado, apoyándose en un poderoso sistema defensivo, que había sido mejorado durante más de dos años. En estas condiciones, las tropas soviéticas solo podían lograr el éxito mediante la concentración de fuerzas y recursos en áreas estrechas para romper las defensas del enemigo y una planificación cuidadosa de la operación. Dado que las tropas de los frntes de Leningrado y Vóljov tenían más de cuatro meses para prepararse para la operación, a principios de 1944 fue posible crear una superioridad significativa sobre el enemigo en efectivos y equipo.

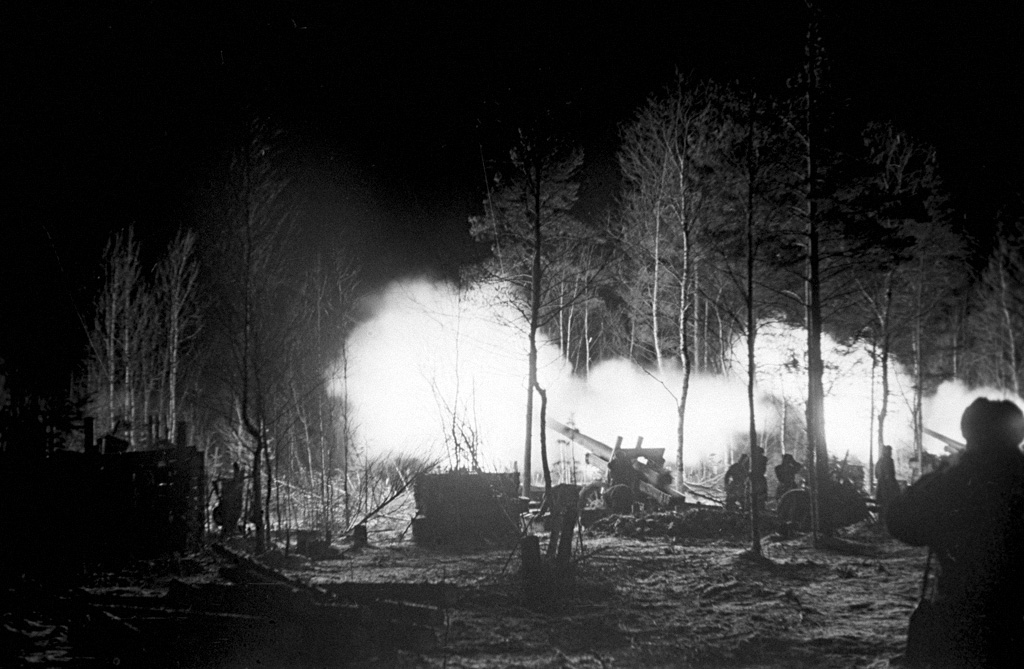
Preparación artillera antes de la ofensiva

Las tropas del Frente de Leningrado tomaron posiciones alrededor de Leningrado desde el Golfo de Finlandia hasta el Neva, así como en la cabeza de puente de Oranienbaum (donde el 2.° Ejército de Choque comenzó a trasladarse en el otoño de 1943) y a lo largo de la costa sur del lago Ládoga desde Moscú Dubrovka hasta Gontóvaya Lipka. Antes del inicio de la operación, los ejércitos 2.º de Choque, 42.º y 67.º incluían treinta divisiones de fusileros, tres brigadas de fusileros, cuatro brigadas de tanques y tres regiones fortificadas, así como un gran número de unidades de artillería e ingenieros con un total de 417.600 soldados y oficiales. Además, las unidades y subdivisiones de la Flota del Báltico, que tenía la tarea de apoyar la ofensiva de las fuerzas del frente, sumaban 89.600 soldados.
Desde el 5 de noviembre de 1943 se enviaron tropas, munición y suministros a la cabeza de puente de Oranienbaum y a las colinas de Púlkovo. Bajo la meticulosa supervisión de Leonid Góvorov comandante del Frente de Leningrado, se amasaron unas enormes fuerzas de artillería para apoyar la ofensiva: más de 21.000 cañones, más de 1500 lanzacohetes Katiusha y unos 600 cañones antiaéreos.
Las tropas del Frente del Vóljov ocuparon la línea desde Gontova Lipka hasta Lezno, y luego a lo largo del río Vóljov hasta el lago Ilmen. Cuando comenzó la operación, los ejércitos 59.º, 8.º y 54.º incluían 22 divisiones de fusileros, seis brigadas de fusileros, cuatro brigadas de tanques, catorce regimientos y batallones de tanques y artillería autopropulsada, dos áreas fortificadas, así como una gran cantidad de artillería y formaciones de mortero: un total de alrededor de 260.000 soldados y oficiales (según otras fuentes, 297.860 tropas).
A principios de 1944, las tropas del Segundo Frente Báltico ocuparon la línea desde el lago Ilmen hasta el lago Neshcherda. Los ejércitos 6º, 10.º de la Guardia, 1.º, 3.º de Choque y 22.º incluían 45 divisiones de fusileros, tres brigadas de fusileros, cuatro brigadas de tanques, una región fortificada, así como unidades de artillería e ingenieros. Solo el 1er Ejército de Choque contaba con 54.900 soldados y oficiales.
En total, las tropas soviéticas, antes del inicio de la operación, ascendían a 1.252.000 tropas (según otras fuentes, unos 900.000 soldados y oficiales), 20.183 cañones y morteros, 1580 tanques y cañones autopropulsados. El apoyo aéreo para la ofensiva lo proporcionaría el 13.ª Ejército Aéreo (incluida la aviación de la Flota del Báltico y el Ejército de Defensa Aérea de Leningrado), así como los ejércitos aéreos 14.º y 15.º, un total de 1386 aviones, incluidos 330 bombarderos de largo alcance.

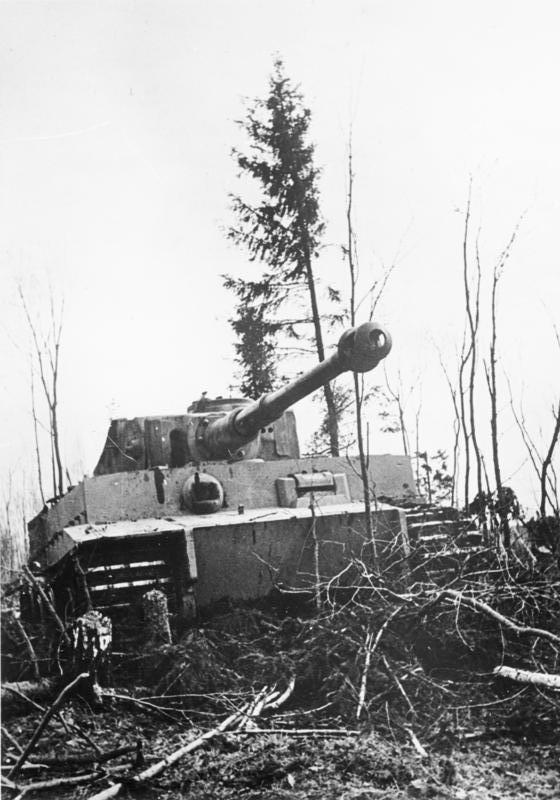
Tanque pesado alemán Panzer VI Tiger en el frente de Leningrado

Al mismo tiempo, numerosas formaciones partisanas ayudarían activamente a la ofensiva. Solo en la región de Leningrado había trece brigadas partisanas con un total de alrededor de 35.000 combatientes y comandantes, a quienes se les asignó la tarea de «expandir los focos de levantamientos populares», «destruir los órganos de gobierno locales de las autoridades de ocupación nazi», «salvar a la población de la destrucción y la deportación a Alemania». Los efectivos partisanos en la retaguardia del Grupo de Ejércitos Norte habían crecido un 400 % a finales de 1943.

### Wehrmacht
Las tropas de los frentes de Leningrado y Vóljov se enfrentaron al 18.º Ejército alemán, las tropas del Segundo Frente Báltico, al 16.º Ejército. El 18.º Ejército, que ocupabas las defensas cerca de Leningrado desde el golfo de Finlandia hasta el lago Ilmen, estaba formado por diecinueve divisiones y tres brigadas divididos en seis cuerpos de ejército. Ocupando las líneas desde el lago Ilmen hasta Nével, el 16.º Ejército alemán constaba de veintiuna divisiones y una brigada distribuidos entre cinco cuerpos de ejército.
Para enero de 1944, el Grupo de Ejércitos Norte se había visto reducido hasta los 397.763 soldados y oficiales, apoyados por solo 16 tanques, 109 cañones de asalto, así como apenas 71 aviones de combate de la 1.º Flota Aérea. Estas tropas disponían de excelentes fortificaciones de campaña construidas a lo largo de más de dos años, pero carecían de reservas para realizar contraataques, Además el Alto Mando alemán estaba concentrado en las batallas que en ese momento estaban teniendo lugar en el sur y que estaban absorbiendo todas las reservas alemanas.

## Desarrollo de las operaciones, enero de 1944

### La ofensiva del Frente de Leningrado

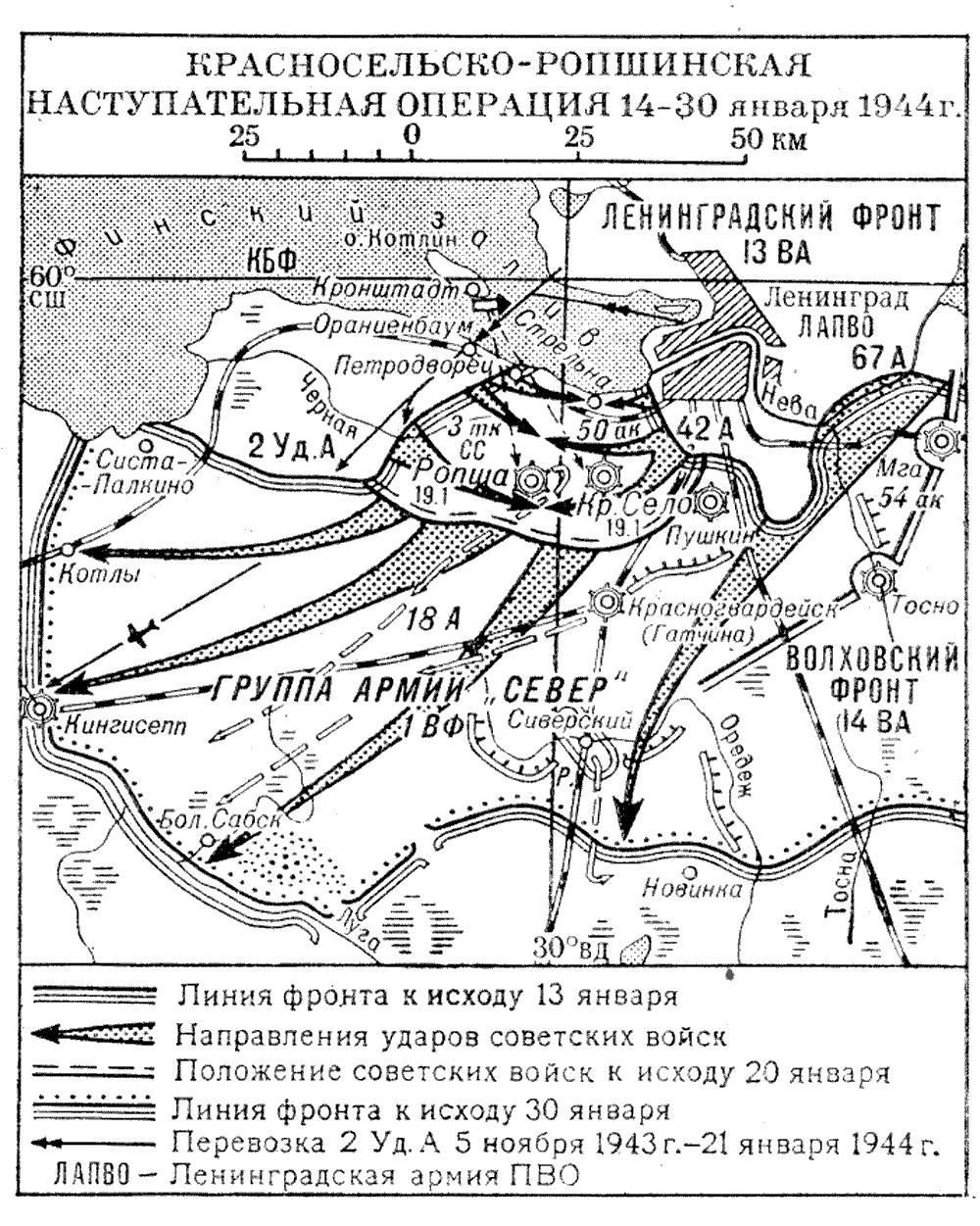
Acciones de combate del Frente de Leningrado, enero de 1944 (operación Krasnoselsko-Ropsha).

Ralentizado debido al mal tiempo, típico del invierno ruso, entre el 13 y el 14 de enero, unidades del 2.º Ejército de Choque fueron las primeras en atacar desde la cabeza de puente de Oranienbaum, y un día después las tropas del 42.º Ejército se unieron a la ofensiva, atacando desde el área de Pulkovo. Ambos ejércitos soviéticos avanzaron en la dirección general de Krasnoe Selo y Ropsha.
En los primeros días de la ofensiva, las tropas soviéticas lograron solo éxitos menores, encontrando la resistencia obstinada de las tropas alemanas del III Cuerpo Panzer SS (Felix Steiner) y el L Cuerpo de Ejército (Wilhelm Wegener). Góvorov estaba furioso con sus subordinados, por sus tácticas de ataques frontales y por dispersar sus fuerzas, los atacantes experimentaron problemas a la hora de coordinar sus ataques de infantería con la artillería, la aviación y los blindados. A pesar de estos problemas, las formaciones de los dos ejércitos, introduciendo gradualmente fuerzas adicionales en la batalla, avanzaron obstinadamente una hacia la otra y el 20 de enero se unieron en la región de Ropsha. Las unidades alemanas que no tuvieron tiempo de retirarse fueron destruidas o capturadas.
El 21 de enero, las unidades alemanas del XXVI Cuerpo de Ejército (Martin Grase) en la región de Mga, temiendo quedar copadas, comenzaron a retirarse a una línea defensiva intermedia entre la línea ferroviaria y la carretera Leningrado-Moscú. tras descubrir la retirada del enemigo, el 67.° Ejército del Frente de Leningrado y el 8.° Ejército del Frente del Vóljov lanzaron una ofensiva y en la noche del 21 de enero tomaron Mga, y pronto ocuparon por completo el Ferrocarril Kirov. Sin embargo, no fue posible desarrollar de inmediato una ofensiva en esta área. Las tropas alemanas estaban fuertemente atrincheradas y ofrecieron una tenaz resistencia. 
La retirada de las tropas alemanas del área de Mga obligó al mando del Frente de Leningrado a cambiar un poco el plan para la ofensiva posterior y abandonar la operación para rodear la agrupación MGu alemana. La principal tarea del frente, según el nuevo plan, fue la captura de Krasnogvardeisk. Luego se suponía que usaría las fuerzas del 2.º Ejército de Choque y el 42.º Ejército para asestar el golpe principal en dirección a Kingisepp y Narva. Al mismo tiempo, se suponía que el 67.º Ejército, en cooperación con las tropas del Frente del Vóljov, tomaría el control del ferrocarril octubre y luego facilitaría la ofensiva en Krasnogvardeisk.
Continuando la ofensiva, las tropas del 42.º Ejército, después de varios días de feroces combates, liberaron Krasnogvardeysk el 26 de enero y, continuaron avanzado así, el 30 de enero avanzaron 50 kilómetros, alcanzaron el río Luga y ocuparon una cabeza de puente en su orilla occidental en la región de Ivanovskoye - Bolshoy Sabsk.
Un poco antes, el 24 de enero, unidades del 42.º Ejército, con la asistencia del 67.º Ejército, liberaron las ciudades de Pushkin y Slutsk (actual Pavlovsk). Persiguiendo al enemigo en retirada, las unidades del 67.º Ejército avanzaron hasta la línea Tosno - Vyritsa - Siversky, capturando Vyritsa el 28 de enero y Siversky el 30 de enero. El 21 de enero, el 2° Ejército de Choque, sin pasar por Krasnogvardeisk, comenzó a avanzar en dirección a Narva. Persiguiendo al enemigo en retirada, las formaciones del ejército alcanzaron el río Luga en las áreas de Kingisepp y Kotlov el 30 de enero y capturaron varias cabezas de puente en su margen izquierda.

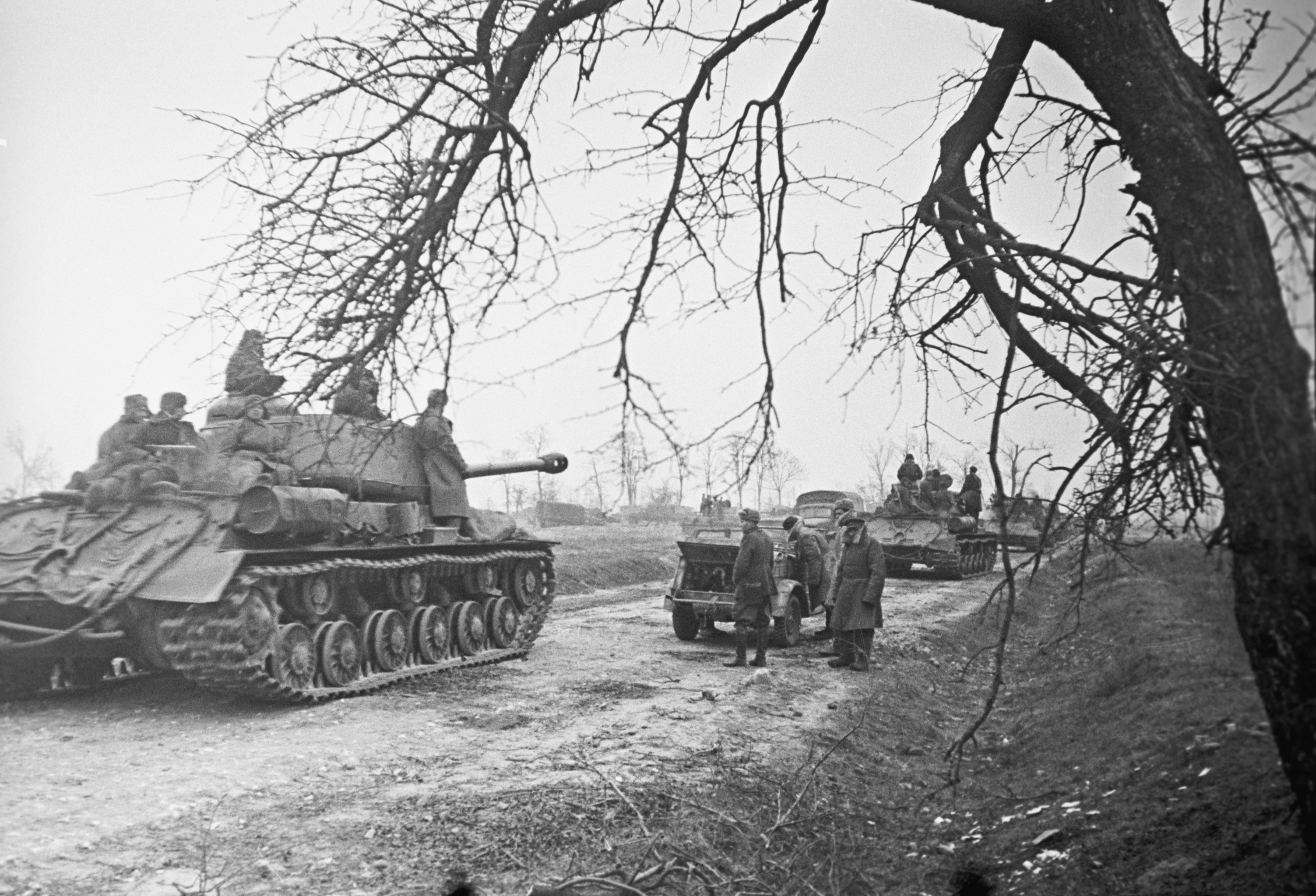
Avance blindado de las tropas soviéticas

### La ofensiva del Frente del Vóljov
El 14 de enero, unidades del 59.° Ejército del Frente del Vóljov pasaron a la ofensiva, realizando el ataque principal desde una cabeza de puente en el río Vóljov a 30 kilómetros al norte de Nóvgorod, y una auxiliar al sur de Nóvgorod, cruzando el lago Ilmen sobre el hielo. Después de varios días de feroces combates, las tropas soviéticas irrumpieron en la principal línea enemiga el 17 de enero y continuaron desarrollando la ofensiva. Casi rodeados por los soviéticos, el día 19 de enero, la guarnición de Novgorov luchaba desesperadamente para mantener abierto un estrecho corredorː Hitler se había negado en repeditas ocasiones a autorizar un repliege, diciendo que Nóvgorov tenía «un significado simbólico extraordinario». Pero Küchler llamó a Hitler y le rogó que diese a la guarnición de Novgorov lo que sin duda sería su última oportunidad de escapar. Finalmente Hitler cedió, y las tropas alemanas huyeron al amparo de la oscuridad El 20 de enero, unidades del 59.º Ejército liberaron Nóvgorod y el mismo día cercaron las unidades alemanas, que no habían podido retirarse hacia el oeste en dirección a Batetsky.
Cuando los soldados soviéticos entraron en la histórica ciudad de Nóvgorod, la encontraron en ruinas «Sus calles silenciosas estaban cubiertas de escombros» diría Meretskov. «Solo quedaban unos cuarenta edificios intactos. Los famosos monumentos antiguos, el orgullo y la gloria de la antigua arquitectura rusa, habían sido volados. Con la intención de entregar la región a colonos de Prusia Oriental, el mando nazi había tomado medidas para borrar todas las huellas de su pasado ruso».

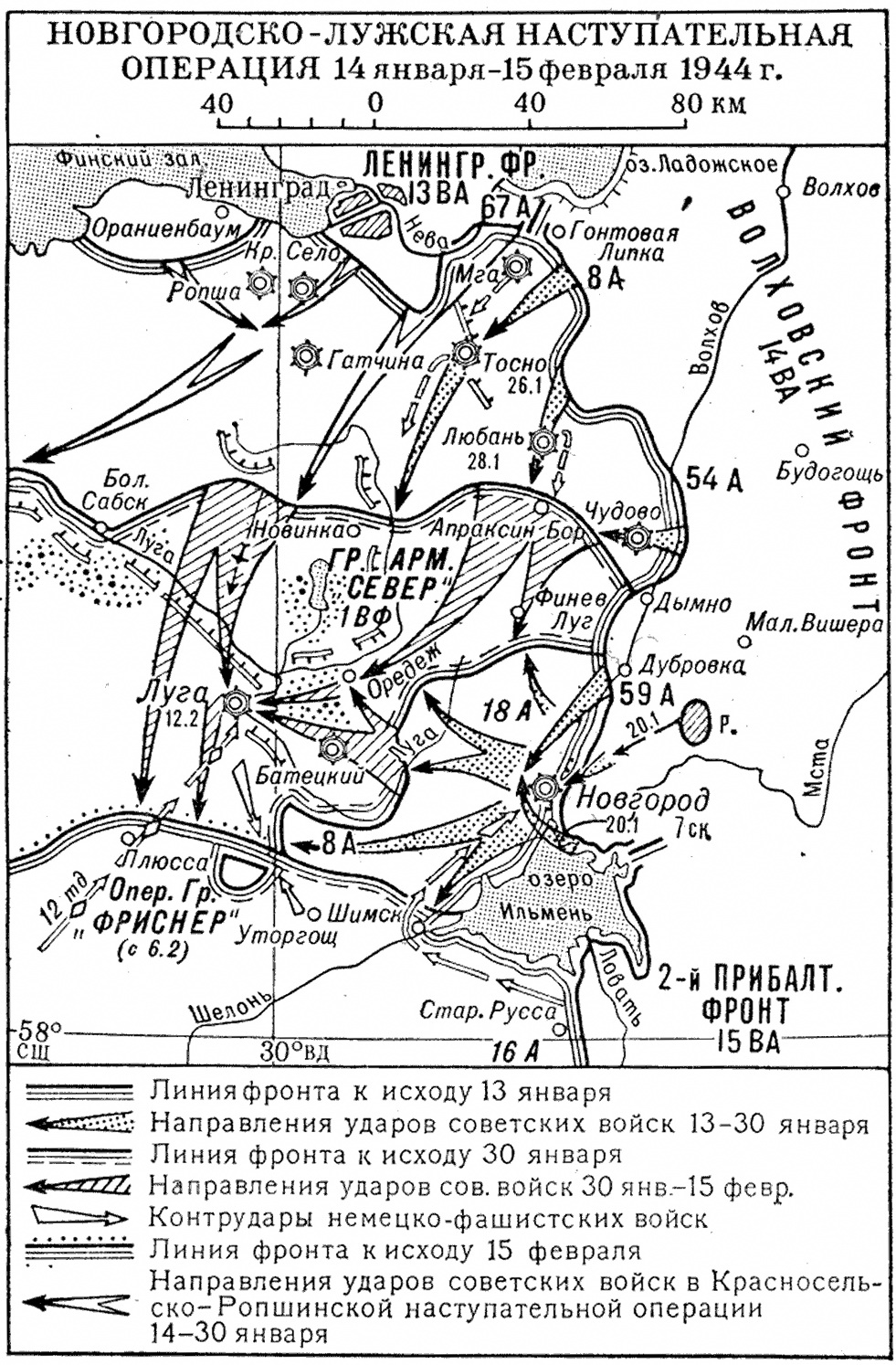
Lucha del Frente del Vóljov, 14 de enero - 15 de febrero de 1944 (operación Nóvgorod-Luga).

El 16 de enero, en la región de Chúdovo-Liubán, unidades del 54.º Ejército pasaron a la ofensiva. A pesar de que para el 20 de enero, el 54.º Ejército solo había conseguido avanzar unos cinco kilómetros, con sus continuos ataques había inmovilizado un número significativo de tropas alemanas y obligaron al XXVI Cuerpo de Ejército alemán, bajo amenaza de cerco, a comenzar una retirada del área de Mga
El 22 de enero, el Consejo Militar del Frente del Vóljov, presentó al Cuartel General del Comando Supremo «un plan para el desarrollo de la operación Nóvgorod-Luga». Los principales objetivos de las tropas del frente eran la liberación de Luga por las fuerzas del 59.º Ejército, así como el Ferrocarril de octubre mediante acciones conjuntas de los 8.º y 54.º ejércitos. En consecuencia el Cuartel General del Mando Supremo ordenó a las tropas del frente que capturaran Luga a más tardar del 29 al 30 de enero, y Liubán, del 23 al 24 de enero. se permitió al comandante del frente transferir varias unidades del 8.º Ejército al 54.º Ejército.
El rápido ataque a Luga dio a las tropas soviéticas la oportunidad de rodear a una parte significativa del 18° Ejército alemán, que se estaba retirando de las regiones de Chúdovo, Liubán y Tosno. Por esta razón, el 59.º Ejército inmediatamente después de la liberación de Nóvgorod pasó rápidamente a la ofensiva, atacando a lo largo del ferrocarril Nóvgorod-Luga a través de la estación Batétskaya, y los auxiliares en las direcciones de Finev Luga (en el flanco derecho) y Shimsk (en el flanco izquierdo).
El comando alemán, al darse cuenta de la gravedad de la situación, decidió fortalecer sus tropas en el área de Luga. tras encontrar una tenaz resistencia, las fuerzas principales del 59.º Ejército soviético no pudieron liberar Luga a fines de enero, como ordenó el Cuartel General del Mando Supremo. Las unidades del flanco izquierdo del ejército lograron un éxito mucho mayor (desde el 25 de enero, bajo el mando del cuartel general del 8.° Ejército), que, después de varios días de feroces combates, lograron avances significativos en las direcciones oeste y suroeste, cortaron el ferrocarril Leningrado-Dno en las cercanías de la estación de Peredólskaya y la carretera Luga - Shimsk en el área de la aldea de Medved, y también despejó la costa norte del lago Ilmen de tropas alemanas y llegó a las afueras de Shimsk.
Al mismo tiempo, continuaron los combates en la línea del ferrocarril octubre, donde, tras la unificación de todas las tropas que operaban en esta zona, bajo el mando del cuartel general del 54.º Ejército, las tropas soviéticas liberaron Tosno, Liubán, Chúdovo y el 29 de enero tomaron por completo el control de este ferrocarril de enorme importancia.

### La ofensiva del Segundo Frente Báltico

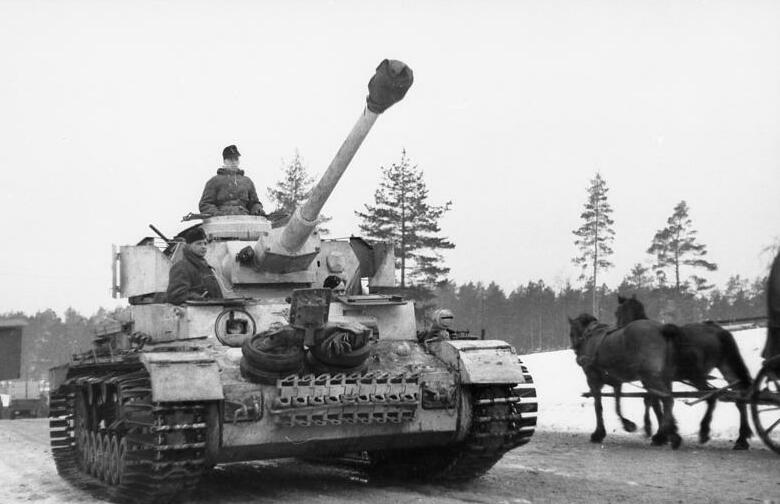
Tanque alemán PzKpfw IV avanzando a su posición, Grupo de Ejércitos Norte, febrero de 1944

Dos días antes del inicio de la ofensiva de los frentes de Leningrado y Vóljov, el 12 de enero, iniciaron su parte de la operación de formación del 2.º Frente Báltico, atacando las posiciones del 16.º Ejército alemán. Las unidades del 3er Ejército de Choque tenían la tarea de atravesar las defensas enemigas en el área de Pustoshka y avanzar hacia Opochka, y las unidades del 22.º Ejército tenían la tarea de evitar Novosokólniki desde el norte y alcanzar la línea Nasva-Maevo. Además, el 10.º Ejército de la Guardia, transferido desde el Frente Oeste, fue reasignado al flanco izquierdo del frente. El ejército atacaría desde la línea del lago Nescherdo-Gúsino en dirección a Zilupe, sin pasar por Ídritsa desde el sur y el suroeste. Las tropas del 2.º Frente Báltico a finales de 1943 llevaron a cabo una serie de operaciones locales en el área de Nével y no tuvieron tiempo de prepararse adecuadamente para la ofensiva de enero. Los ejércitos tuvieron que atacar en terrenos boscosos y pantanosos desconocidos y de difícil paso, sin conocer la situación, el sistema y las características de la defensa enemiga. Además, cuando comenzó la ofensiva, el 10.º Ejército de la Guardia estaba en marcha y fue llevado a la batalla en partes. Todos estos factores predeterminaron el desarrollo infructuoso de las operaciones de combate del frente.
A fines del 16 de enero, las unidades del 10.° Ejército de Guardias, que incluía nueve divisiones de fusileros, así como una gran cantidad de unidades de artillería y tanques, lograron avanzar solo entre cinco y diez kilómetros. Las unidades alemanas (un regimiento de la 132.º  División de Infantería, dos batallones independientes de castigo y seis baterías de artillería), a pesar de su reducido número, opusieron una feroz resistencia.
La ofensiva del 3.º Ejército de Choque en el área de Pustoshka y del 6.º de Guardias y del 22.º ejércitos en el área de Novosokólniki también se desarrolló con gran dificultad. El único éxito significativo fue la captura de la estación de Nasva por unidades del 22.º Ejército, que expulsaron a la 331.ª División de Infantería alemana de allí el 14 de enero. El 18 de enero, las unidades del ejército capturaron una sección de diez kilómetros del ferrocarril Novosokolniki-Dno, que era la principal vía de comunicación por carretera del 16.º Ejército alemán.
El 16 de enero, el Cuartel General del Mando Supremo expresó a Markián Popov, su extremo descontento por el lento desarrollo de la ofensiva de las formaciones del frente y especialmente por las acciones fallidas del 10.º Ejército de Guardias. Pronto, el comandante del ejército, Aleksandr Sujomlin, fue destituido de su puesto «por no haber podido llevar a cabo su trabajo» y el teniente general Mijaíl Kazakov fue nombrado en su lugar.
El comandante del frente, Markián Popov, propuso no continuar la operación en el sector ofensivo del 10.° Ejército de la Guardia, sino concentrar todos los esfuerzos del frente en la dirección de Nasva - Novorzhev para unirse rápidamente a las tropas del Frente del Vóljov. El cuartel general del Mando Supremo aprobó esta propuesta, dando a las tropas del frente una semana para reagrupar sus fuerzas y lanzar el ataque en la nueva dirección propuesta.

## Posición de las partes a fines de enero de 1944

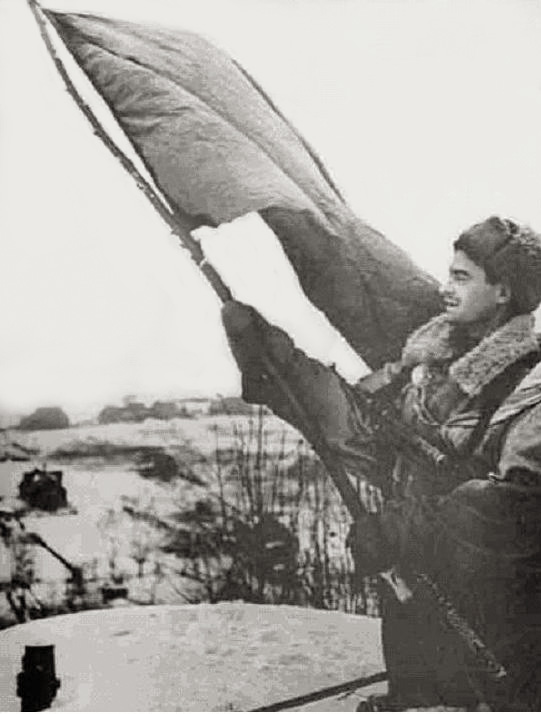
Soldados soviéticos ondean la bandera roja tras liberar Leningrado. 19 de enero de 1944.

A finales de enero, las tropas de los Frentes de Leningrado y Vóljov hicieron retroceder al enemigo de la ciudad en 70-100 kilómetros y liberaron las principales comunicaciones de la ciudad con el país. Estos éxitos hicieron posible el 27 de enero declarar al mundo entero que Leningrado estaba completamente liberado del bloqueo enemigo, la ruptura del cerco alemán fue saludado con el ruido atronador de veinte salvas de 324 cañones.
Ese mismo día los generales alemanes Georg von Küchler y Lindemann (18.º Ejército) se reunieron con Hitler en su cuartel general de la Guarida del Lobo en Prusia Oriental y le pidieron que autorizara la retirada del ejército alemán a la línea Panther, solicitud que Hitler de nuevo denegó «tendremos crisis donde quiera que estemos. Debemos librar la guerra lo más lejos posible de la frontera alemana.» Dijo indignado.
Aunque las unidades alemanas del 18.º Ejército sufrieron grandes pérdidas, se las arreglaron para retirarse de una línea intermedia a otra, para evitar el cerco y conservaron una parte significativa de su potencial de combate. Al mismo tiempo, la posición del 18.º Ejército seguía siendo precaria. La pérdida de Krasnogvardeisk condujo al colapso del frente, el «grupo principal» del ejército (alrededor de catorce divisiones) se retiró desde el este, noreste y norte a Luga, y el «grupo occidental» (alrededor de cinco o seis divisiones), dividido en pequeños grupos de batalla sin contacto entre ellos, se retiraron hacia el oeste en dirección a Narva.
Por este motivo, la defensa de Luga se convirtió en una tarea prioritaria para el mando alemán, que concentró importantes fuerzas en esta zona (doce tanques, cuatro divisiones de infantería, seis grupos de batalla de varias divisiones de infantería y los remanentes de seis divisiones y brigadas), lo que permitió detener el avance de las tropas soviéticas. Sin embargo, al darse cuenta de que era imposible mantener esta línea durante mucho tiempo, Georg von Küchler, comandante del Grupo de Ejércitos Norte, el 30 de enero, en una nueva reunión con Hitler, pidió permiso para retirar sus tropas a la línea Panther, pero, nuevamente, se le negó. Hitler creía que era necesario mantener la «línea Luga» y estabilizar el frente. Dado que Georg von Küchler, consideraba impracticable la orden, fue cesado y sustituido por el mariscal de campo Walter Model.

## Desarrollo de los combates, 1-15 de febrero de 1944

### La ofensiva de los Frentes de Leningrado y Vóljov en Luga
A principios de febrero, las tropas de los dos frentes continuaron su ofensiva. El Frente de Leningrado atacó Narva con las fuerzas del 2.º Ejército de Choque y el 42.º Ejército, y con las fuerzas del 67.º Ejército, contra Luga desde el norte y el noroeste. La tarea principal del Frente del Vóljov, seguía siendo la captura de Luga, que fue atacada por el 59.º y el 8.º ejércitos desde el este, y el 54.º desde el noreste. Además, el 2 de febrero, el 1.° Ejército de Choque del Segundo Frente Báltico fue incluido en el frente.
El comandante del Frente de Leningrado, Leonid Góvorov, creía que los principales esfuerzos deberían concentrarse en la dirección de Narva, ya que esto permitiría que la liberación de Estonia comenzara de inmediato. Sin embargo, las feroces batallas en el área de Luga obligaron al mando del Frente de Leningrado el 1 de febrero a cambiar ligeramente la tarea del 2.° Ejército, que ahora tenía que, avanzando en la dirección de Gdov - Pskov, eludir Luga desde el oeste y cortar las comunicaciones enemigas.

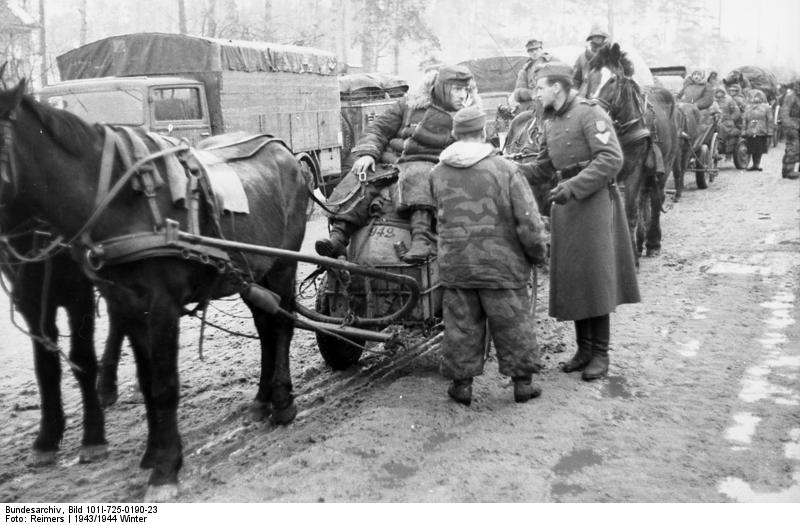
Alrededores de Leningrado. Retirada de las tropas alemanas, columna de soldados en vehículos tirados por caballos.

La ofensiva del 42.º Ejército, se desarrolló con éxito. Las formaciones del ejército, prácticamente sin encontrar resistencia, avanzaron significativamente, liberaron a Lyady, Sara-Gora, Gdov y el 4 de febrero llegaron a la costa del lago Peipus Desde estas posiciones, el ejército tuvo que realizar una maniobra de flanco, tomar Plyussa, Strugi Krasnye, cortar la carretera Luga-Pskov y, junto con el 67.º Ejército, destruir las tropas alemanas en las proximidades de Luga.
La exitosa ofensiva del 42.º ejército al oeste de Luga nuevamente amenazó con dercar una parte importante de las fuerzas del 18º ejército alemán. Al darse cuenta de esto, el comandante del Grupo de Ejércitos Norte el Coronel General Walter Model ordenó al 18.º Ejército que mantuviera las comunicaciones entre Luga y Pskov a cualquier precio. Para llevar a cabo esta tarea, se reunieron todas las fuerzas y reservas disponibles, incluidas las del 16.º Ejército.
En este momento, las tropas del 67.º Ejército del Frente de Leningrado, así como las tropas de los 54.º, 59.º y 8.º ejércitos del Frente del Vóljov continuaron su ofensiva sobre Luga. Además, el 1er Ejército de Choque tenía la misión de atravesar las defensas alemanas al sur de Stáraya Rusa, uniéndose con las tropas del 8.º Ejército y rodear parte de las fuerzas del 16º Ejército alemán al suroeste del lago Ilmen.
La ofensiva soviética en Luga continuó desarrollándose con gran dificultad: el ejército alemán ofreció una resistencia feroz e hizo contraataques constantes. A pesar de que las tropas soviéticas no lograron rodear a las tropas alemanas ni en el área de Luga ni en el área al suroeste del lago Ilmen, las fuerzas principales del 18° Ejército se vieron en una situación crítica. En la situación actual, Model se vio obligado a ordenar a sus tropas iniciar una retirada de Luga hacia Pskov.
El 12 de febrero, Luga fue finalmente tomada por unidades de los ejércitos 67.º y 59.º Tras el final de las batallas por la ciudad de Luga, el 13 de febrero de 1944, el Frente del Vóljov fue disuelto. Los ejércitos 54.º, 59.º y 8.º fueron transferidos al Frente de Leningrado, el 1.º Ejército de Choque al Segundo Frente Báltico. La dirección del frente fue transferida a la reserva del Cuartel General del Mando Supremo.

### La ofensiva del 2.º Ejército de Choque en Narva

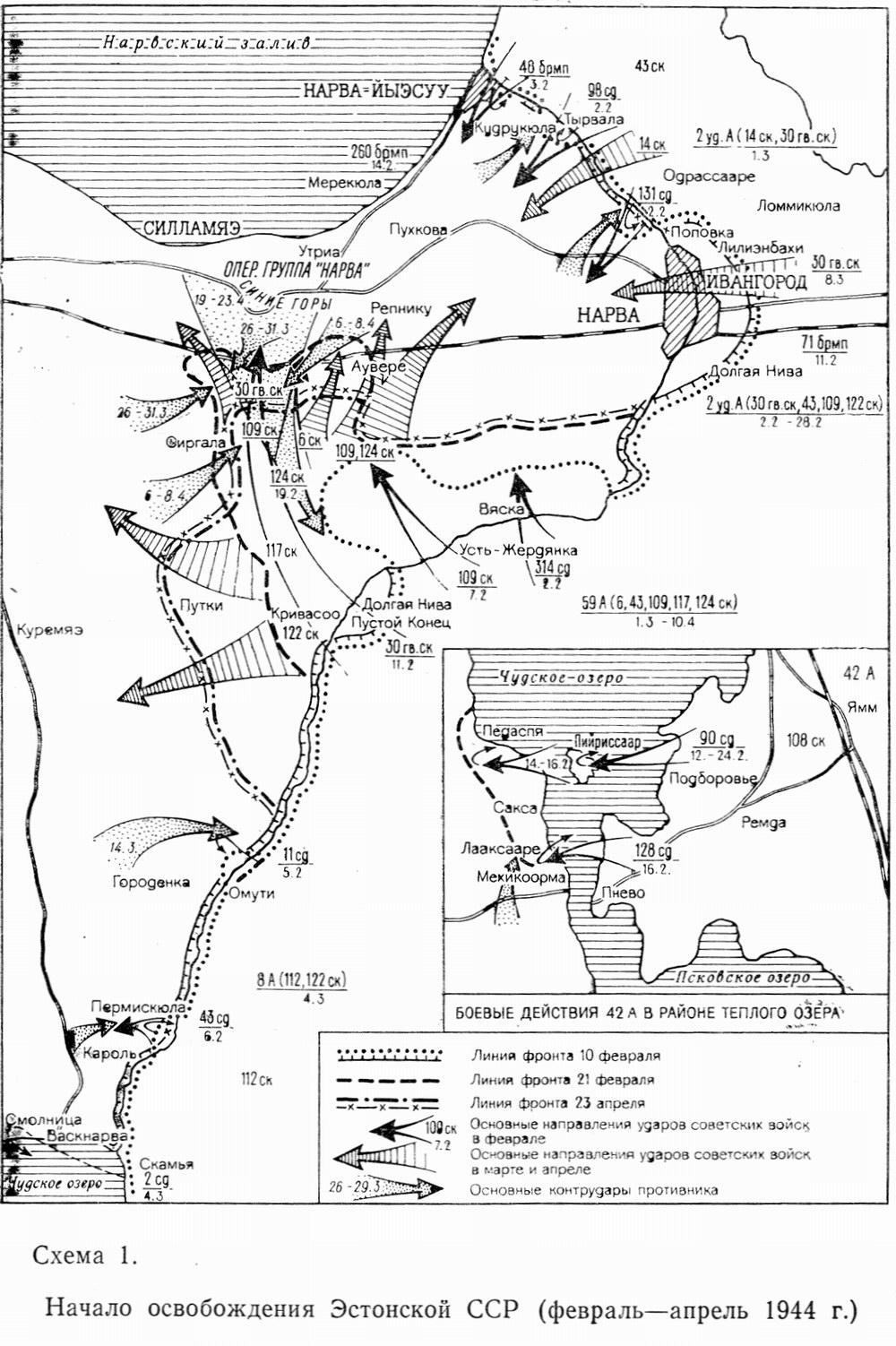
Operaciones de combate del Frente de Leningrado en el área de Narva, febrero-abril de 1944

En la noche del 1 de febrero, unidades del 109.º Cuerpo de Fusileros (transferidas al 2.° Ejército de Choque del 42.° Ejército), con el apoyo de la 152.º Brigada de Tanques, después de la preparación de la artillería, atacaron y, gracias a una hábil maniobra de flanqueo, tomaron Kingisepp por asalto. A pesar de que las tropas alemanas no pudieron organizar una defensa a lo largo del río Luga, los destacamentos de retaguardia pudieron defender obstinadamente Kingisepp para frenar el avance de las tropas soviéticas, lo que permitió que las fuerzas principales del 54.º Cuerpo de Ejército y el III Cuerpo Panzer SS fomaran una sólida defensa a lo largo de la orilla occidental del río Narva.
Dos cuerpos del 2.° Ejército de Choque llegaron al río Narva el 3 de febrero. El 43.º Cuerpo de Fusileros cruzó el río al norte de la ciudad de Narva y ocupó dos cabezas de puente en su margen opuesta, y el 122.º Cuerpo de Fusileros, tras cruzar el río, capturó dos cabezas de puente al sur de la ciudad. tras rechazar todos los contraataques enemigos, las unidades soviéticas se establecieron firmemente en las cabezas de puente. Sin embargo, las tropas alemanas, que recibieron refuerzos consistentes enː la División de Granaderos "Feldherrnhalle" del Grupo de Ejércitos Centro y un regimiento de la 58.º División de Infantería, lograron mantener una cabeza de puente en la orilla oriental del río Narva en el área de Ivángorod.
El 11 de febrero, las tropas del 2.° Ejército de Choque lanzaron una ofensiva a gran escala con el objetivo de expandir las cabezas de puente en la orilla occidental del río Narva, llegando a la línea Iykhvi - Atsalama - Kaupsi y una ofensiva posterior en dirección a Rakvere. Las formaciones del ejército fueron reforzadas por el 30.º Cuerpo de Fusileros de la Guardia. Además, para apoyar el ataque principal, se planeó desembarcar una fuerza de asalto anfibia formada por las 115.º y 260.º Brigadas de Marines al noroeste de Narva por las fuerzas de la Flota del Báltico.
El alto mando alemán consideraba a Narva una «puerta de entrada a Alemania» y concedía una gran importancia a este sector del frente. Por este motivo, las tropas alemanas, unidas bajo un solo mando en el grupo operativo «Sponheimer» llamado así por Otto Sponheimer, comandante del 54.º Cuerpo de Ejército, se preparaban para defender la línea sobre el río Narva hasta el final.

Durante varios días de feroces combates, las tropas soviéticas lograron lograr solo éxitos locales. Unidades del 43.º Cuerpo de Fusileros, que atacaron al noroeste de Narva, lograron avanzar 2 kilómetros en un frente de cuatro kilómetros. La ofensiva posterior fue detenida por la tenaz resistencia de la 227.º División de Infantería y la SS Brigade Nederland. Al suroeste de la ciudad atacaban unidades de los cuerpos de fusileros 109 y 122, que en conjunto lograron avanzar hasta 12 kilómetros, pero no pudieron lograr más. Las unidades alemanas de la 17.ª División de Infantería, la 1.ª División de granaderos Panzer Feldherrnhalle y la 11.ª División de Granaderos SS Nordland pudieron detener la ofensiva soviética en esta dirección. La ofensiva del 30.º Cuerpo de Fusileros de la Guardia se desarrolló con más éxito, partes del cual, el 17 de febrero, cortaron el ferrocarril y la carretera Narva-Jõhvi y tomaron Auvere por asalto. Sin embargo, incluso aquí, la tenaz resistencia y los constantes contraataques del enemigo obligaron a las tropas soviéticas a detener la ofensiva.

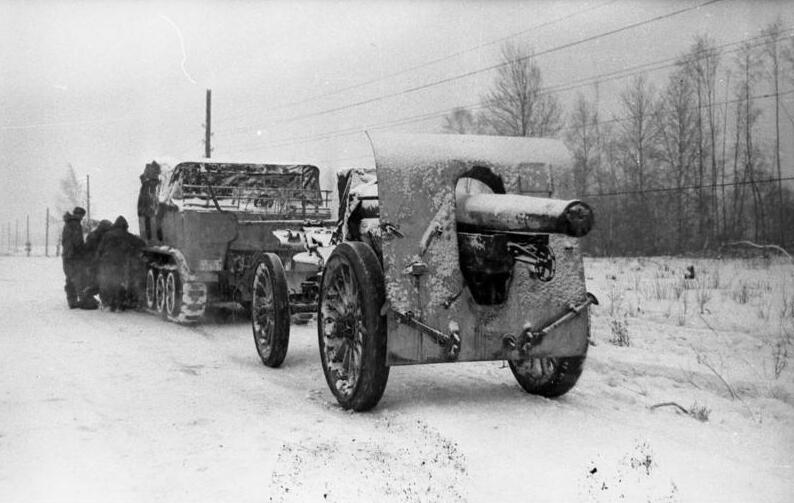
Transporte de un cañón Schneider de 155 mm mod. 1917 durante la retirada del Grupo de Ejércitos Norte, diciembre de 1943

Un intento de desembarcar tropas al norte de Auvere en la noche del 13 al 14 de febrero terminó en un completo desastre. Solo unos 450 soldados lograron desembarcar.
El cuartel general del Comando Supremo estaba extremadamente descontento con el fracaso en Narva. El 14 de febrero ordenó al comandante del Frente de Leningrado tomar la ciudad de Narva a más tardar el 17 de febrero de 1944, ya que «así lo exige la situación, tanto militar como política».
Después de recibir el 124.º Cuerpo de Fusileros de la reserva del frente y tras reagrupar sus las fuerzas, el 2.° Ejército de Choque pasó a la ofensiva. Las feroces batallas continuaron hasta finales de febrero, pero las tropas soviéticas solo lograron expandir la cabeza de puente al sur de Narva unos treinta y cinco kilómetros de ancho y quince kilómetros de profundidad. No fue posible desalojar completamente las defensas alemanas y lograr un éxito decisivo. Las unidades alemanas del grupo operativo «Sponheimer» (desde el 23 de febrero, Grupo Operativo Narva bajo el mando del teniente general Johannes Frießner) lograron repeler todos los ataques de las tropas soviéticas.
A finales de febrero, además del 2.º Ejército de Choque, el comandante del Frente de Leningrado, trasladó los 8.º y 59.º ejércitos al sector de Narva. El 22 de febrero, el Cuartel General del Mando Supremo se propuso concentrar la agrupación en nueve cuerpos de fusileros, pasar de nuevo a la ofensiva, destruir las defensas alemanas en la región de Narva y desarrollar una ofensiva con las fuerzas de un ejército en Pärnu, y con dos ejércitos al sur en dirección a Vilga-Tartu-Vyra.

### La ofensiva del Segundo Frente del Báltico
A finales de enero, tres ejércitos del 2.º Frente Báltico tuvieron la tarea de derrotar a la unidades alemanas estacionadas en el área de Novosokólniki y alcanzar la línea al este de los lagos Ushcho-Ale-Bolshói Vyaz. Si tenían éxito, las tropas soviéticas, sin pasar por Pustoshka e Ídritsa, tuvieron la oportunidad de continuar su ataque contra Opochka.
El golpe principal lo propinó el 10.º Ejército de la Guardia en el sector Shishérino-Antónovo (al sur de la carretera Novosokólniki - Máyevo). En el flanco derecho de la ofensiva general en dirección a Mayevo avanzaba el 6.º Ejército de Guardias, y en el flanco izquierdo, al sur de Nasva, unidades del 22.º Ejército avanzaban hacia las unidades del 10.º Ejército de Guardias.
En la mañana del 31 de enero, después de la preparación de la artillería en una sección estrecha del frente con un ancho de solo 7,5 kilómetros, unidades de tres cuerpos de fusileros del 10º Ejército de Guardias pasaron a la ofensiva. En el primer día de la ofensiva, lograron atravesar la primera línea de defensa enemiga a lo largo de toda la longitud, y las unidades del 15. ° Cuerpo de Fusileros de la Guardia, avanzando 6 kilómetros, llegaron a la carretera Novosokólniki - Máevo. En los días siguientes, la ofensiva de las unidades del 10.º Ejército de Guardias se desarrolló con menos éxito, en gran parte debido al hecho de que el 6º Ejército de Guardias, que operaba por la derecha, no logró ningún éxito significativo. Solo el 7 de febrero, habiendo entrado en el segundo escalón de la batalla, las unidades del 15 ° Cuerpo de Fusileros de la Guardia lograron aprovechar su éxito y conectarse con unidades del 22.º Ejército en el área de la granja estatal de Mínkino. Por temor al cerco, las tropas alemanas se vieron obligadas a abandonar apresuradamente sus posiciones en el área de la «cornisa de Novosokolnichesky».
En la primera quincena de febrero, las principales fuerzas del 2.º Frente Báltico, tras avanzar 15-20 kilómetros y liberar la ciudad de Novosokólniki, alcanzaron la línea Nasva-Maevo.

## El curso de las hostilidades, 16 de febrero - 1 de marzo de 1944

### La ofensiva del Frente de Leningrado sobre Pskov y Óstrov

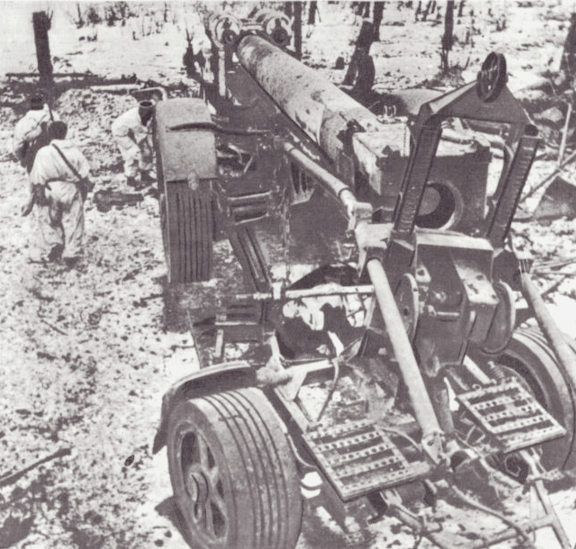
Un cañón de largo alcance disparando a Leningrado desde las alturas de Vorónya Gorá, 1944.

Después de la caída de la «línea Luga», las principales fuerzas del 18.º Ejército alemán comenzaron a retirarse en dirección a Pskov. Dado que por este motivo existía la amenaza de que las tropas soviéticas entraran por el flanco y retaguardia del 16º Ejército, Model se vio obligado a dar la orden de iniciar una retirada general a la línea Panther. Para una retirada organizada, las unidades del 18.º Ejército tuvieron que mantener la defensa durante algún tiempo en la línea del lago Pskov - Strugui Krásnye - Shimsk, y solo después de que las unidades del 16.º Ejército se retiraran hacia el oeste, se retiraron gradualmente a Pskov y Óstrov. La tarea de asegurar los flancos en la unión de los dos ejércitos fue asignada al grupo de trabajo Frisner.
La continua ofensiva del 42.º Ejército, cuyo 123.º Cuerpo de Fusileros avanzó sobre Pskov, y el 116.º en Plyussa y Strugui Krásnye, planteó una amenaza particularmente grande para las tropas alemanas. Al mismo tiempo, el 108.º cuerpo permaneció en la orilla oriental del para proteger el flanco derecho del ejército. Sin embargo, la ofensiva del 42.° Ejército en diferentes direcciones y sobre un amplio sector del frente condujo a una dispersión de fuerzas, lo que permitió a las unidades alemanas de las Divisiones 126.° de Infantería, 12.° Panzer y 9.° División de Campo de la Luftwaffe contener la ofensiva soviética en la línea del río Lochkina - Lyubotezh - Grídino. Además, el 16 de febrero, unidades de la 11.º División de Infantería y del grupo operativo Krokher lograron eliminar a las 129.ª, 90.ª Divisiones de Infantería y la 5.ª Brigada de Esquíadores desde la cabeza de puente en la orilla occidental del Lago Peipus
En esta situación, el 116.º Cuerpo de Fusileros, que se encontraba a más de cuarenta kilómetros de distancia de las fuerzas principales del 42.º Ejército, fue trasladado al 67.º Ejército, que avanzaba por la vía férrea Luga-Pskov. Las formaciones del 67.° Ejército, aunque lenta pero obstinadamente, avanzaron, superando la resistencia de las 24.° Infantería, 12.° y 13.° Divisiones de campo de la Luftwaffe del 28.° Cuerpo de Ejército. El 18 de febrero, la 46.ª división de fusileros, junto con las 9º y 6º brigadas partisanas, después de varios días de feroces combates, liberaron Plyussa, y el 23 de febrero, unidades del 67.º Ejército, junto con las 6.º y 11.º brigadas partisanas, capturaron el centro regional de Struga Krasnye.

El 22 de febrero, el Cuartel General del Mando Supremo, ordenó a los tres ejércitos del ala izquierda del Frente de Leningrado cruzar el río Velikaya y capturar la Isla, para luego avanzar hacia Riga.

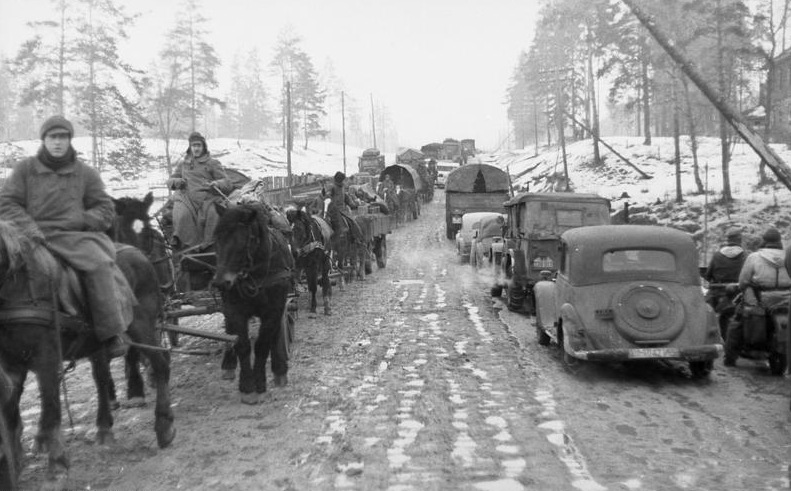
Las tropas alemanas evacuan toda la zona entre el lago Ilmen y el golfo de Finlandia hasta el lago Peipus, enero - marzo 1944

Después de la captura de Strug Krasnykh, la última línea de defensa intermedia del 18° Ejército frente a la línea Panther se rompió y las tropas alemanas se vieron obligadas a acelerar su retirada a Pskov y Óstrov. Continuando con la ofensiva, las formaciones del 67° Ejército avanzaron 90 kilómetros a fines de febrero, cruzaron el río Cheryokha, cortaron el ferrocarril Pskov-Opochka y alcanzaron el borde noreste y este de la defensa alemana del área fortificada de Pskov-Ostrovski. Al mismo tiempo, persiguiendo al enemigo en retirada, las tropas del 42 ° Ejército liberaron Seredka el 24 de febrero y el 29 de febrero llegaron a la principal zona defensiva del área fortificada de Pskov-Ostrovski del enemigo, donde se vieron obligados a suspender la ofensiva.
En relación con el comienzo de la retirada del 16.º Ejército alemán, las hostilidades en la unión de dos ejércitos alemanes en el área al oeste del lago Ilmen adquirieron un significado especial. Los ejércitos 8 y 54 operaban en esta área. Las tropas del 54.º Ejército tenían la tarea de llegar a la línea Utorgosh - Soltsy - Shimsk a más tardar el 19 de febrero, y el 8.º Ejército tenía la tarea de cortar la carretera Medved - Nikolaevo. El objetivo común de los dos ejércitos era establecer contacto con las tropas del 2.º Frente Báltico lo antes posible y evitar que el 16.º Ejército se retirara de forma organizada.
Las unidades alemanas del grupo operativo Friesner, que operaban en el cruce de los dos ejércitos y cubrían la retirada de las unidades del 16.º Ejército, opusieron una tenaz resistencia durante varios días. Entonces, la 28.º División de Infantería Ligera detuvo la ofensiva del 8.° Ejército en el área Bolshói Utorgosh-Nikoláievo durante cinco días, y las unidades del 10.° Cuerpo del Ejército detuvieron la ofensiva del 54.° Ejército en los ríos Shelón y Mshaga durante tres días. Solo después de varios días de feroces combates, las unidades soviéticas obligaron al enemigo a retirarse hacia el oeste.
Persiguiendo a un enemigo en rápida retirada, el 24 de febrero, unidades del 54.° Ejército, uniéndose a las tropas del 1.° Ejército de Choque del 2.° Frente Báltico, después de dos días de feroces combates capturaron la ciudad de Dno, y el 26 de febrero, liberaron la ciudad de Pórjov. Las unidades del ejército en los siguientes tres días avanzaron otros sesenta y cinco kilómetros y alcanzaron la parte este del área fortificada de Pskov-Ostrovski. El 24 de febrero, el 8.º Ejército fue retirado a la reserva del frente para su traslado a la dirección de Narva.

### La ofensiva del Segundo Frente Báltico
A mediados de febrero, se había creado la situación más favorable para la ofensiva de las tropas del Segundo Frente Báltico. La caída de la «línea Luga» y el avance de las tropas del Frente de Leningrado hacia Pskov y Óstrov crearon una amenaza real para el flanco izquierdo y la retaguardia del 16.º Ejército.
Teniendo en cuenta la situación actual, el Cuartel General del Mando Supremo decidió emprender una operación a gran escala con las fuerzas del 1º y 2º Frentes Bálticos en el cruce de los Grupos de Ejércitos "Norte" y "Centro". El Segundo Frente Báltico tenía la tarea de asestar el golpe principal en la dirección de Opochka - Zilupe y luego, avanzando sobre Kārsava.
De acuerdo con el plan ofensivo, el ataque principal del frente debía ser realizado por el 3.° Ejército de Choque y el 10° Ejércitos de la Guardia, y el 1° Ejército de Choque y el 22° Ejércitos tenían la tarea de inmovilizar a las fuerzas enemigas en sectores secundarios. Sin embargo, el comienzo de la retirada del 16.º Ejército alemán obligó a las tropas soviéticas a pasar a la ofensiva antes de lo previsto. El 18 de febrero, detectando tardíamente la retirada de las tropas enemigas, las primeras unidades de choque en el área de Stáraya Rusa lanzaron una ofensiva, y un día después el 22.º Ejército en el área de Jolm. El resto de los ejércitos, que aún no habían completado el reagrupamiento, se unieron a la ofensiva más tarde.
Persiguiendo al enemigo en retirada, las unidades del 1° Ejército de Choque liberaron Stáraya Rusa y, habiendo establecido una conexión de codo con el 54 ° Ejército del Frente de Leningrado, continuaron la ofensiva y tomaron Dno el 24 de febrero y Novorzhev el 29 de febrero. Al mismo tiempo, unidades del 22.º Ejército liberaron Jolm el 21 de febrero y Dedovichi el 25 de febrero.
El 26 de febrero, parte de las fuerzas del 10.º Ejército de Guardias y del 3.º Ejércitos de Choque se unieron a la ofensiva, que, tras avanzar hasta 18 kilómetros, liberó Pustoshka, pero no pudo avanzar más.
Así, a principios de marzo, las tropas del Segundo Frente Báltico alcanzaron la línea Panther. En total, en la segunda quincena de febrero, el 1° Ejército de Choque avanzó 180 kilómetros desde Staraya Russa hasta el río Velíkaya, el 22.° Ejército - 125 kilómetros de Jolm a Novorzhev, y partes del 10° Guardias y el 3° Ejército de Choque - treinta kilómetros de Maev a Pustoshka. Sin embargo, las tropas alemanas del 16.º Ejército, había logrado retirar la mayor parte de sus efectivos y equipo, formando una sólida defensa en la línea Óstrov - Púshkinskie Gory - Ídritsa y detuvieron el avance de los ejércitos soviéticos.

## Posición de los contendientes a principios de marzo de 1944
A principios de marzo de 1944, las tropas soviéticas de los frentes de Leningrado y del segundo Báltico alcanzaron la línea Narva - Lago Peipus - Pskov - Óstrov - Ídritsa. Llevando todas las fuerzas disponibles a la línea Panther, las unidades de los ejércitos 16 y 18 alemanes tomaron una defensa sólida y tenían la intención de detener la ofensiva soviética en el Báltico.
El 1 de marzo de 1944, se considera el final de la ofensiva estratégica de Leningrado-Nóvgorod, ya que ese día el Cuartel General del Mando Supremo ordenó a las tropas soviéticas se pusieran a la defensiva en las líneas alcanzadas. Sin embargo, las tropas de los dos frentes soviéticos continuaron la ofensiva sin pausa operativa.
Se puede argumentar que el comando soviético, al no tener información completa sobre el poder de la línea Panther, esperaba romper inmediatamente las defensas alemanas y continuar la ofensiva en el Báltico. Sin embargo, a principios de marzo, las tropas soviéticas, después de casi dos meses de ofensiva continua, necesitaban urgentemente descanso y refuerzos. Por ejemplo, en muchas divisiones de fusileros del Frente de Leningrado en ese momento el número de efectivos había disminuido a 2.500-3.500 efectivos. 

## Conclusión

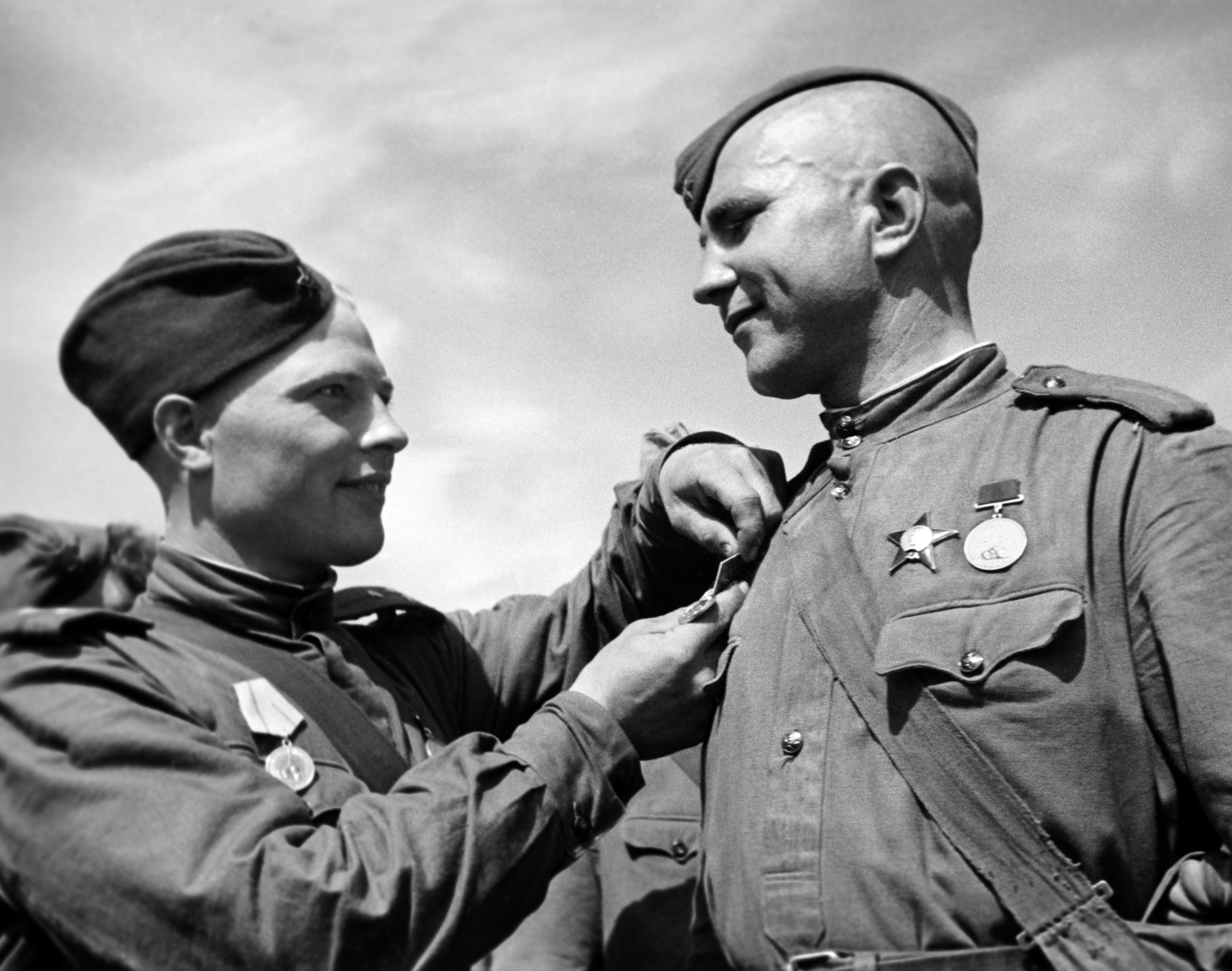
Soldados soviéticos galardonados con la Medalla por la Defensa de Leningrado

En el curso de la operación Leningrado-Nóvgorod, las tropas de los tres frentes soviéticos infligieron una dura derrota a los ejércitos 18.º y 16.º alemanes, expulsando a las tropas alemanas entre 220 y 280 kilómetros de Leningrado y 180 kilómetros al sur del lago Ilmen. 
El 27 de enero de 1944, Iósif Stalin declaró que el Sitio de Leningrado había sido levantado y que las fuerzas alemanas fueron expulsadas del óblast de Leningrado. El levantamiento del bloqueo de 900 días se celebró en Leningrado ese día con veinte salvas de 324 cañones.

De pronto, Leningrado emergió de la oscuridad ante nuestros ojos», escribió la poetisa Olga Bergholz. «Hasta las últimas grietas en los muros, la ciudad nos fue reveladaː bombardeada, acribillada y marcada con sus ventanas de madera contrachapada. Y vimos que a pesar de tantos golpes crueles, Leningrado conservaba su orgullosa belleza. Bajo las luces azuladas, rosadas, verdes y blancas, la ciudad nos pareció tan austera y conmovedora que no nos cansábamos de contemplarla».

En enero, las tropas de los frentes de Leningrado y Voljov, expulsaron a las tropas alemanas de las posiciones que había ocupado durante más de dos años, liberaron por completo Leningrado del bloqueo alemán. Continuando con la ofensiva, las tropas soviéticas obligaron al Grupo de Ejércitos Norte a retirarse a posiciones previamente preparadas en la línea Panther-Wotan. Así, casi toda la región de Leningrado y la parte occidental de la región de Kalinin quedaron libres de la ocupación nazi. Muchas ciudades y pueblos fueron liberados, entre ellos Nóvgorod, Gátchina, Chúdovo, Liubán, Tosno, Luga, Kingisepp, Gdov, Pórjov, Stáraya Rusa, Novorzhev.

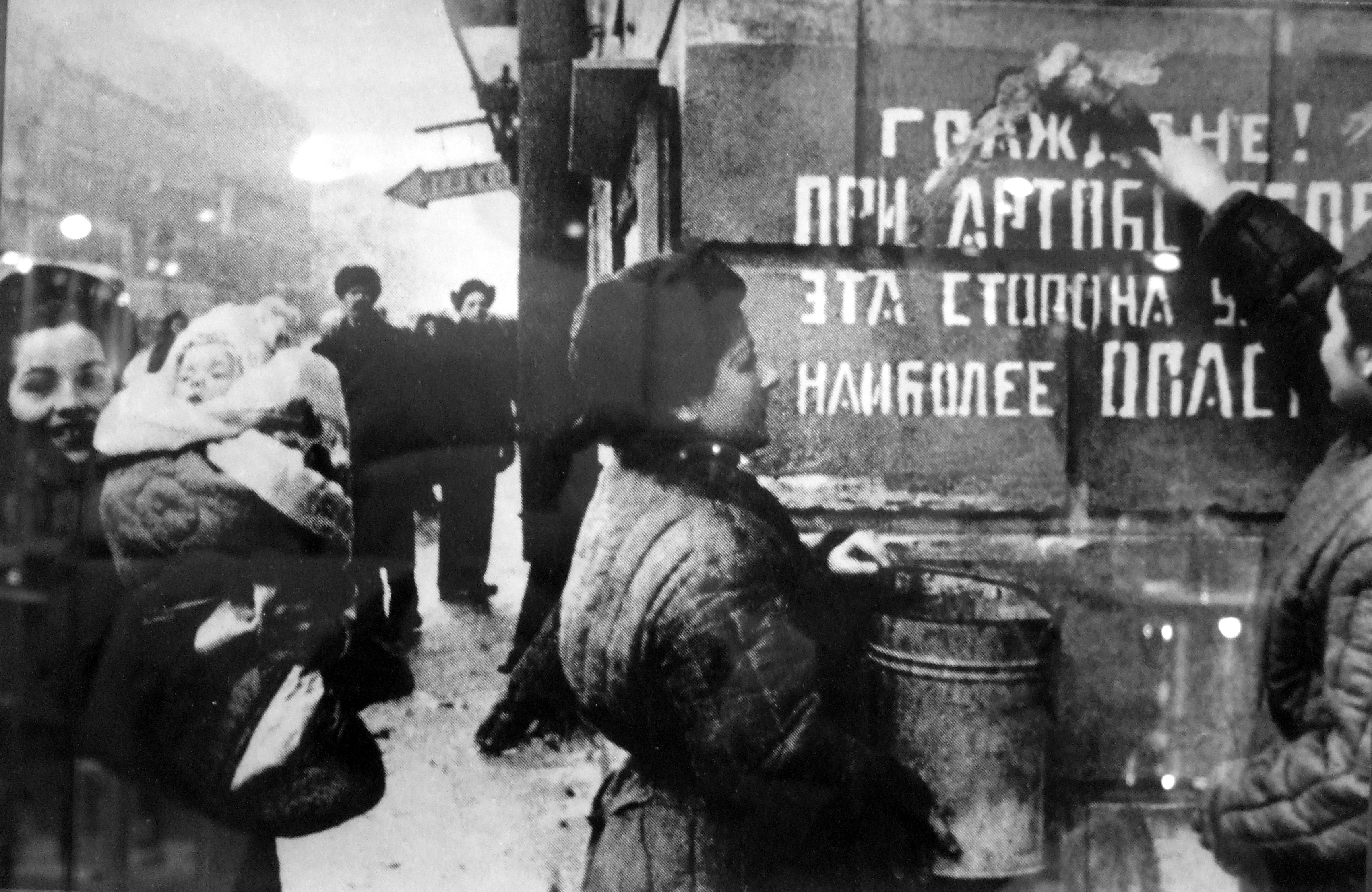
Leningrado, 1944. Los ciudadanos celebran el fin del asedio borrando la advertencia ¡Ciudadanos! Durante los bombardeos, este lado de la calle es el más peligroso

Las principales razones del éxito de las tropas soviéticas en enero-febrero de 1944 fueron la preparación minuciosa de la operación, la concentración suficiente de fuerzas y equipos, especialmente en las direcciones del ataque principal, la interacción bien desarrollada de infantería, artillería, unidades de tanques y aviación.
Al mismo tiempo, los ejércitos alemanes 18.º y 16.º, a pesar de la gran derrota y grandes pérdidas que habían sufrido, no fueron completamente destruidos. Las tropas alemanas lograron evitar el cerco y organizaron la retirada a posiciones en la retaguardia preparadas con anterioridad, conservando una parte significativa de su potencial de combate. Esto hizo posible detener la ofensiva soviética en la línea Panther-Wotan. Los intentos de las tropas soviéticas en marzo-abril para romper las defensas alemanas fuertemente fortificadas terminaron en fracaso. Por lo tanto, las tropas soviéticas no pudieron continuar con éxito la ofensiva y completar las tareas adicionales establecidas por el Cuartel General del Comando Supremo: capturar Narva, Pskov, Óstrov y comenzar la liberación de Estonia y Letonia. El Cuartel General del Mando Supremo estaba especialmente descontento con las acciones del Segundo Frente Báltico. El comandante del frente Markián Popov fue degradado y ya no volvería a comandar más frentes durante el resto de la guerra.
A pesar de que la etapa final de la ofensiva no produjo el resultado deseado, la victoria de las tropas soviéticas en toda la operación Leningrado-Nóvgorod fue incondicional y de gran importancia estratégica y moral.

## Pérdidas

### Ejército Rojo
las pérdidas totales de las tropas soviéticas en la ofensiva de Leningrado-Nóvgorod ascendieron a 313.953 tropas (76,686 Muertos y 237,267 heridos). Al mismo tiempo, las pérdidas de las tropas del Frente de Leningrado y la Flota del Báltico durante todo el período de la operación ascendieron a 227.440 y 1.461 tropas, respectivamente (de las cuales pérdidas irrecuperables - 56.564 y 169), el Frente del Vóljov desde 14/01. hasta el 15/02 - 50.300 (de las cuales 12,011 muertos y desaparecidos), el 2º Frente Báltico del 10.02. hasta el 01/03 - 29,710 tropas (de las cuales 6.659 muertos y desaparecidos), 1er ejército de choque desde 14/01. hasta el 10/02. - 5.042 tropas (de las cuales 1.283 muertos y desaparecidos). Además, durante la operación, las tropas soviéticas perdieron 462 tanques y cañones autopropulsados, 1.832 cañones y morteros, 260 aviones de combate.
Estas cifras, muy probablemente, no están completas y las pérdidas de tropas soviéticas durante la operación fueron más elevadas. Por ejemplo, las cifras anteriores tienen en cuenta las pérdidas del Segundo Frente Báltico solo a partir del 10 de febrero, aunque en enero las tropas del frente libraron feroces batallas contra unidades del 16.º Ejército alemán y solo el 10.º Ejército de la Guardia perdió alrededor de 9.000 soldados.

### Wehrmacht
Las pérdidas del Grupo de Ejércitos Norte durante la ofensiva Leningrado-Nóvgorod solo se pueden estimar aproximadamente. Dado que a principios de 1944, las tropas alemanas, librando fuertes batallas defensivas, se retiraron apresuradamente hacia el oeste, los cuarteles generales de los 18.º y 16.º ejércitos alemanes se contaron esporádicamente. Sin embargo, se puede argumentar que las pérdidas de las tropas alemanas fueron significativas. Por ejemplo, para el 29 de enero, el 18 Ejército había perdido 14.000 muertos y 35.000 heridos. Según el historiador ruso Alexey Isaev, solo las pérdidas totales del 18.° Ejército durante el período de la operación soviética para levantar el sitio de Leningrado ascendieron a 66.000 personas.
Para marzo de 1944, 3 divisiones alemanas fueron completamente destruidas y 17 divisiones habían sufrido fuertes pérdidas, en apenas unos meses de lucha, las tropas de los frentes de Leningrado y Vóljov destruyeron a 90.000 soldados y oficiales alemanes y capturaron a 7200 soldados.